# Буцинатор

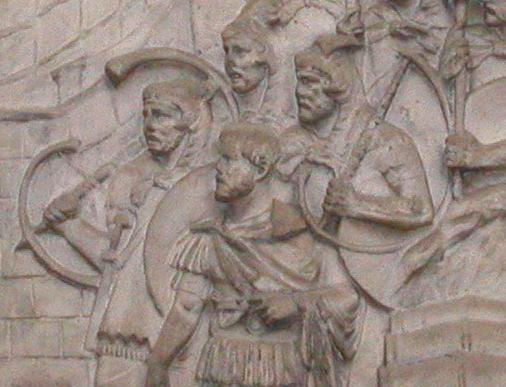
Буцинатори на Колоні Траяна у Римі

Буцина́тор (лат. bucinator) — музикант легіону, що грав на буцині. Разом з тубіценами і корніценами одна з відомих нам різновидів військових трубачів у римській армії і флоті. Буцинатор виконував роль сигнальника; який зазвичай знаходився при командирі з'єднання і подавав різні сигнали загального характеру: «у похід», «до бою», «кинути якір» тощо. Буцинатори, тубіцени і корніцени належали до молодших офіцерів-принципалів. Безпосереднім командиром буцинатора був центуріон.